# Majulah Singapura
Majulah Singapura és l'himne nacional de Singapur. Compost per Zubir Said el 1958 com una cançó per a les funcions oficials de Singapur, la cançó fou seleccionada el 1958 com l'himne de l'illa quan van aconseguir l'autogovern. El 1965, quan Singapur va esdevenir plenament independent, Majulah Singapura fou adoptat oficialment com l'himne nacional. Segons la llei, l'himne només pot ésser cantant amb la seva lletra original en malai, tot i que també hi ha traduccions autoritzades en les tres altres llengües oficials: anglès, mandarí i tàmil.

## Lletra

### En malai
MAJULAH SINGAPURA
Mari kita rakyat Singapura
Sama-sama menuju bahagia
Cita-cita kita yang mulia
Berjaya Singapur
Marilah kita bersatu
Dengan semangat yang baru
Semua kita berseru
Majulah Singapura
Majulah Singapura

### En català
ENDAVANT SINGAPUR
Vingut, gent de Singapur
Progressem vers la felicitat
Vers la nostra noble aspiració noble
Grandiosa Singapur.
Unim-nos, doncs
Amb un esperit sempre nou
Junts proclamarem
Endavant, Singapur
Endavant, Singapur